# Annie van Dalsen
Annie van Dalsen (Yerseke, 6 juli 1951) is een voormalig Nederlands schaatsster op de lange- en kortebaan. Hoewel Zeeuwse van geboorte verhuisde zij op jonge leeftijd naar Harlingen in Friesland, zodat de meeste mensen haar als Friezin kennen. Hoewel zij zeer succesvol was als juniore bleef een doorbraak bij de senioren uit.

## Persoonlijke records
| Afstand    | Tijd   | Datum            | Baan   |
| ---------- | ------ | ---------------- | ------ |
| 500 meter  | 44,5   | 12 februari 1970 | Inzell |
| 1000 meter | 1.33,3 | 1 februari 1970  | Inzell |
| 1500 meter | 2.25,9 | 10 februari 1970 | Inzell |
| 3000 meter | 5.14,5 | 1 februari 1970  | Inzell |

## Resultaten
| jaar | NK Kortebaan | NK Junioren B | NK Junioren A | NK Allround |
| ---- | ------------ | ------------- | ------------- | ----------- |
| 1967 |              | Zilver        |               |             |
| 1968 | Brons        | 6e            |               |             |
| 1969 | 4e           |               | Goud          |             |
| 1970 |              |               | Brons         | 10e         |
| 1971 | Zilver       |               | Zilver        | 10e         |
| 1972 | Brons        |               |               | NC14        |

## Nederlandse records
| Nr. | Afstand   | Tijd | Datum            | Baan   |
| --- | --------- | ---- | ---------------- | ------ |
| 1   | 500 meter | 44,5 | 12 februari 1970 | Inzell |

| Nr. | Afstand    | Tijd    | Datum            | Baan      |
| --- | ---------- | ------- | ---------------- | --------- |
| 1   | 500 meter  | 47,4    | 25 januari 1969  | Amsterdam |
| 2   | 1000 meter | 1.38,6  | 25 januari 1969  | Amsterdam |
| 3   | 500 meter  | 45,9    | 5 februari 1969  | Inzell    |
| 4   | 3000 meter | 5.27,1* | 11 februari 1969 | Inzell    |
| 5   | 500 meter  | 45,6    | 15 februari 1969 | Inzell    |
| 6   | 500 meter  | 44,5    | 12 februari 1970 | Inzell    |